# Jeremy Applegate
Jeremy Elliot Applegate (n. San José, California, Estados Unidos; 29 de agosto de 1965 - f. Los Ángeles, California, Estados Unidos: 23 de marzo de 2000) fue un joven actor de cine y televisión estadounidense.

## Biografía
Este talentoso actor nació  en 1965 con el nombre de Paul Andrew Boyce, nombre elegido por sus hermanas en relación con el famoso cantante de  The Beatles, Paul McCartney.  Luego por cuestiones artística lo cambió por Jeremy Applegate en 1983.
Fue mayormente conocido por el papel de Peter Dawson, el amigo unido e inseparable de Verónica, interpretada por Winona Ryder, en la exitosa película Heathers.

## Carrera

### Cine
- 1988: Escuela de jóvenes asesinos ............ Peter Dawson
- 1988: Scandal in a Small Town ........... Chico
- 1994: Lies of the Heart: The Story of Laurie Kellogg ......... extraño adolescente
- 1996: Un loco a domicilio ......... cuarto ayudante
- 1997: The Rockford Files: Shoot-Out at the Golden Pagoda ........ conductor/estudiante

### Televisión
- 1987: Superior Court ......... Dean Ogden
- 1988: Our House .......... Eric
- 1990: My Two Dads
- 1990: Jóvenes policías ............ Tony
- 1990: 21 Jump Street .......... estudiante
- 1993: Hard Copy ............ Marcos Sotka

## Suicidio
Jeremy Applegate se suicidó el 23 de marzo del 2000, tras dispararse en la cabeza con una escopeta, agobiado por la falta de trabajo. Irónicamente unos de los diálogos que su personaje Peter hizo en el film Heathers  fue cuando rezaba frente al cadáver de su amiga: "Nunca me suicidare en un funeral de Heathers". Sus restos fueron cremados y dados a sus familiares. Tenía 34 años.